# Cuccìa

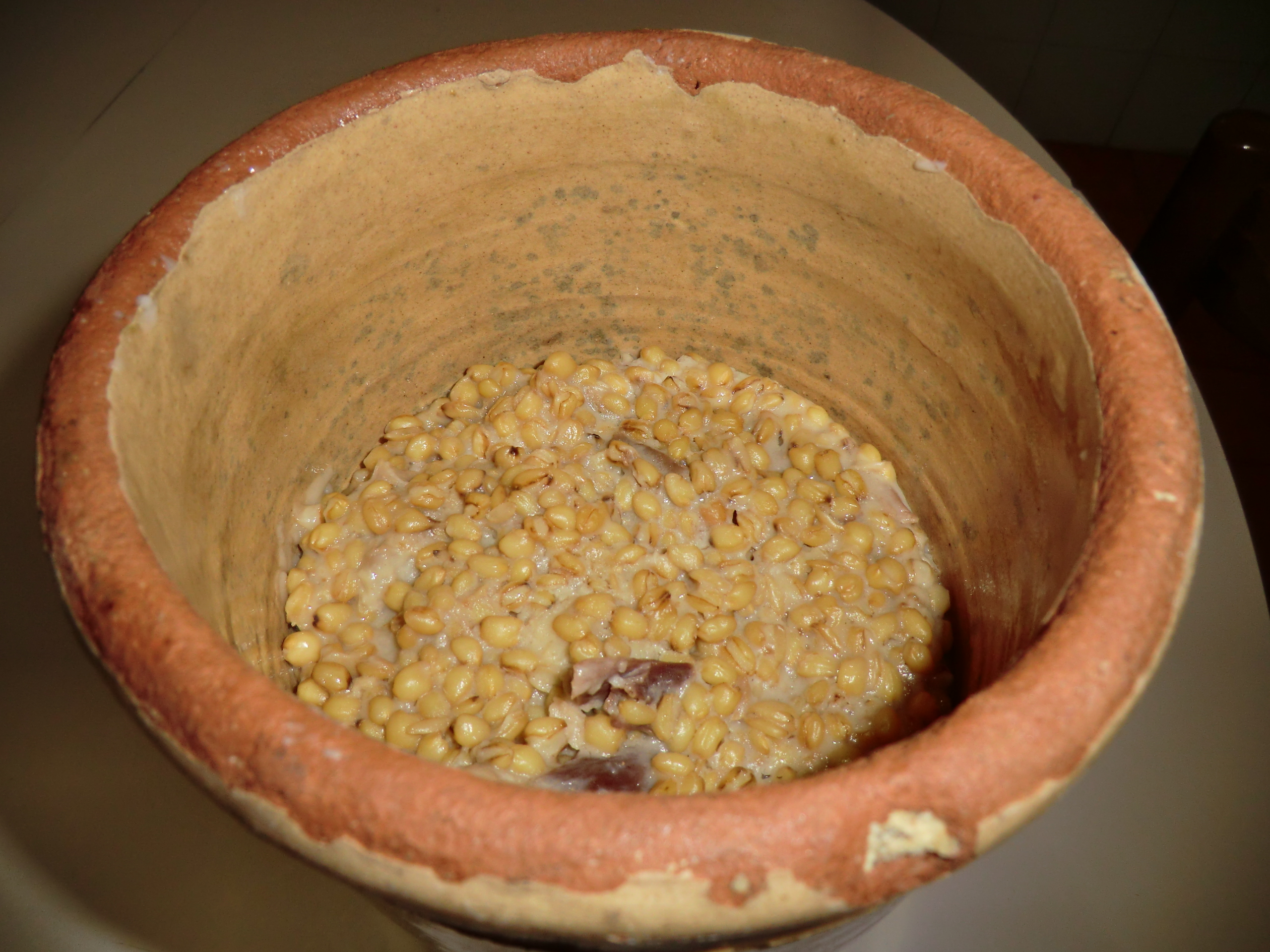
Cuccìa

Die Cuccìa ist eine traditionelle sizilianische Süßspeise. Die dickflüssige Suppe wird nur in der Nacht vom 12. auf den 13. Dezember zum Fest der Heiligen Lucia zubereitet.
Es gibt je nach Region und Familie verschiedene Zubereitungsformen und Zutaten. Hauptbestandteil ist Weizen, der einer Sage nach durch die Heilige Lucia nach Sizilien kam. Dem Brauchtum folgend sollen am 13. Dezember sieben verschiedene Samenarten zu sich genommen werden. Dazu gehören auch Saubohnen und Kichererbsen.    

## Zubereitung
Im Grundrezept werden diese Samen drei Tage lang in Wasser eingeweicht. Danach werden sie in Ricotta aufgekocht und reduziert. Dazu kommen je nach Geschmack verschiedene Zutaten wie kandierter Kürbis, geriebene Zitronenschalen, Orangenschalen, Zimt und Schokolade. Anschließend wird das Gericht mit Vin Santo, heiligem Wein, übergossen.